# Рихардис Баварска
Рихардис Баварска, Рихарда фон Шайерн-Вителсбах (на немски: Richardis von Bayern, Richardis von Scheyern-Wittelsbach; * 1173, Келхайм; † 7 декември 1231, Рурмонд, Нидерландия) от род Вителсбахи, е чрез женитба графиня на Гелдерн и Цутфен.

## Живот
Дъщеря е на херцог Ото I от Бавария и съпругата му графиня Агнес фон Лоон.
Рихардис се омъжва около 1184 г. за Ото I († 1207), граф на Гелдерн и Цутфен. След смъртта на нейния съпруг тя става абатеса в манастира в Рурмонд, където умира през 1231 г. и е погребана в църквата „Дева Мария“.

## Деца
Рихардис и Ото I фон Гелдерн имат децата:
- Аделхайд (1187 – 1218), ∞ 1197 Вилхелм I, граф на Холандия
- Герхард IV (1185 – 1229), граф на Гелдерн и Цутфен
- Ото I (1195 – 1215), епископ на Утрехт (1212 – 1215)
- Лудвиг, домпропст в Утрехт
- Мехтхилд (1190 – 1247), ∞ Хайнрих II, граф на Насау
- Ирмгард († сл. 1230), ∞ 1210 Адолф I, граф на Марк
- Хайнрих III († 1198), сърегент в Гелдерн, ∞ 1198 Аделхайд от Холандия (* 1186; † пр. 1203)
- Маргарета († 1264), ∞ пр. 1216 г. граф Лотар II фон Аре-Хохщаден († 1242/1246)